# Io, Semiramide
Io, Semiramide è un film storico-peplum del 1962 diretto da Primo Zeglio.

## Trama
Semiramide è la bella regina del popolo degli assiri, durante il suo regno l'Assiria raggiunge uno dei periodi di maggiore splendore, e per coronare i suoi successi dà l'ordine di costruire la grande città di Babilonia. Semiramide è innamorata di Kir, un principe reso schiavo che la ricambia, la loro vita trascorre felice e senza preoccupazioni.
I cospiratori riescono a togliere Kir alla regina e lo convincono che sia stato tradito da Semiramide con un altro uomo; Kir furioso si mette a capo della cospirazione contro la sua amata. Scoperta la verità, Semiramide avvelena Kir facendolo bere da una coppa avvelenata. Successivamente, durante il funerale, la regina viene colpita da una freccia lanciata dai cospiratori. I corpi dei due amanti vengono quindi bruciati insieme, uniti nella morte.